# 徐斯儉
徐斯儉（英語：Hsu Szu-chien），畢業於國立臺灣大學政治學系及後取得哥倫比亞大學政治學碩士和博士，期間師從黎安友。回國後曾任中國文化大學中國大陸研究所教授、國立清華大學當代中國研究中心主任、中央研究院政治學研究所籌備處助理研究員、中央研究院政治學研究所副研究員、臺灣守護民主平台理事、臺灣民主基金會執行長、外交部政務次長。現任國家安全會議副秘書長。學術專長為比較政治、中國大陸內政研究、大中華圈國際關係等。

## 簡介
2006年7月15日，吳乃德、紀萬生、張富忠、范雲、吳介民、黃長玲、吳叡人、李丁讚、林國明、徐斯儉、陳明祺、郭宏治、陶儀芬、黃洛斐與簡錫堦共同發起親綠學者715聲明〈民主政治和台灣認同的道德危機：我們對總統、執政黨和台灣公民的呼籲〉，呼籲中華民國總統陳水扁辭職下台。
2018年7月，出任外交部政務次長。
2020年7月，升任國家安全會議副秘書長；2024年在賴清德政府中續任國安會副秘書長。

## 家庭
妻子為知名作家喻小敏，現任中華文化總會副秘書長。

## 荣誉

### 中华民国勋章奖章
- 二等景星勳章（2024年5月15日於總統府頒授）[4]

## 外部連結
- 中央研究院政治學研究所 （页面存档备份，存于）